# Ungernia tadschicorum
Ungernia tadschicorum är en amaryllisväxtart som beskrevs av Aleksei Ivanovich Vvedensky och Artjush. Ungernia tadschicorum ingår i släktet Ungernia och familjen amaryllisväxter. Inga underarter finns listade i Catalogue of Life.